# ルカ・ロンバルディ
ルカ・ロンバルディ（Luca Lombardi、1945年12月24日 - ）は、イタリアの現代音楽の作曲家。ローマ出身。
『20世紀の楽器法』（旧メック出版、現マンハイム音楽出版）の共著者として知られている。

## 略歴
アルマンド・レンツィやロベルト・ルピなどに基礎を師事した後、ローマ大学で音楽学を学び、ハンス・アイスラーに関する論文で卒業した。ケルンの音楽講座でカールハインツ・シュトックハウゼン、アンリ・プッスール、マウリシオ・カーゲル、ディーター・シュネーベル、フレデリック・ジェフスキーなどに師事している。音楽大学ではベルント・アロイス・ツィンマーマンに師事した。また、1973年にはDDRベルリン芸術アカデミーでパウル・デッサウに師事。1973年から1994年までペーザロ音楽院とミラノ音楽院で作曲の教授を務めて以降は、フリーランスの作曲家として活動している。

## 私生活
彼はミリアム・メグナギと結婚しており、アルバーノ湖（ローマ）とテルアビブの間で時間を過ごしている。
ロンバルディは「存在そのものが疑問視されている土地との連帯の小さなしるしとして」イスラエル市民権法に基づくイスラエル市民となった。

## 著作
- 『20世紀の楽器法』メック出版(現マンハイム音楽出版)